# شريان حرقفي غائر
الشريان الحرقفي الغائر (عرف سابقًا باسم الشريان تحت المعدة hypogastric artery) هو الشريان الرئيسي في الحوض، ينشأ من الشريان الحرقفي الأصلي والذي يقع في منطقة الحوض.

## البنية
يُغذّي الشريان الحرقفي الغائر جدران وأحشاء الحوض، والأرداف، والأعضاء التناسلية، والجزء الإنسي من الفخذ. أما الفروع المثانية للشريان الحرقفي الغائر فتُزوّد المثانة بالدم. وهو وعاء دموي قصير وسميك، أصغر حجمًا من الشريان الحرقفي الخارجي، ويبلغ طوله حوالي 3 إلى 4 سنتيمترات.

### المسار
ينشأ الشريان الحرقفي الغائر عند تفرّع الشريان الحرقفي العام، مقابل المفصل القطني العجزي، ويمتد نزولًا إلى الحافة العلوية للثقب الوركي الكبير، حيث ينقسم إلى جذعين كبيرين: أمامي وخلفي. يقع خلف الحالب، وأمام كل من الوريد الحرقفي الغائر، وجذع العصب القطني العجزي، والعضلة الكمثرية. وعند منشئه، يكون داخليًا بالنسبة للوريد الحرقفي الخارجي، الذي يقع بينه وبين العضلة القطنية الكبيرة. كما يقع الشريان أعلى من العصب السدادي.

### الفروع
تتّسم تفرعات الشريان الحرقفي الغائر بتنوّع كبير في ترتيبها التشريحي. وعادةً ما ينقسم هذا الشريان إلى قسمين: قسم أمامي وقسم خلفي. القسم الخلفي يعطي عادةً فروعًا هي:
- الشريان الألوي العلوي.
- الشريان الحرقفي القطني.
- الشرايين العجزية الوحشية.

أما باقي الفروع فعادةً ما تنشأ من القسم الأمامي. ونظرًا لاختلافات التفرعات بين الأفراد، فقد لا يكون أحد الشرايين فرعًا مباشرًا من الشريان الحرقفي الغائر، بل قد يتفرع من شريان آخر ناشئ منه. وفي السنوات الأخيرة، أدى تطوّر تقنيات مثل قسطرة الشرايين البروستاتية والتصوير الوعائي إلى تحسين الفهم حول التروية الدموية للبروستاتا. وفي هذا السياق، اقترح العالم أندريه موريرا دي أسيس وزملاؤه تصنيفًا تشريحيًا لمنشأ الشريان المثاني السفلي.
فيما يلي تفرعات الشريان الحرقفي الغائر:
| القسم   | النوع | الفرع                              | ملاحظات/فروع فرعية                                             | المنطقة المغذاة                                                       |
| ------- | ----- | ---------------------------------- | -------------------------------------------------------------- | --------------------------------------------------------------------- |
| الأمامي | حشوي  | الشريان المثاني العلوي             | غالبًا من الشريان السري                                         | الجزء العلوي من المثانة والحالب                                       |
| الأمامي | حشوي  | الشريان السري                      | يعطي شريان إلى الأسهر (في الذكور)وغالبًا الشريان المثاني العلوي | الرباط السري الإنسي                                                   |
| الأمامي | حشوي  | الشريان المثاني السفلي (في الذكور) | —                                                              | الجزء السفلي من المثانة والحالب                                       |
| الأمامي | حشوي  | الشريان المستقيمي الأوسط           | —                                                              | المستقيم السفلي                                                       |
| الأمامي | حشوي  | الشريان المهبلي (في الإناث)        | غالبًا يحل محل المثاني السفلي لدى الذكور                        | المهبل                                                                |
| الأمامي | حشوي  | الشريان الرحمي (في الإناث)         | يعطي فرعًا مهبليًا                                               | الرحم والعنق                                                          |
| الأمامي | جداري | الشريان السدادي                    | أحيانًا من الشريان الشرسوفي السفلي                              | القناة السدادية                                                       |
| الأمامي | جداري | الشريان الفرجي الداخلي             | له فروع عديدة، يمر من الثقبة الوركية الكبرى ثم الصغرى          | المنطقة العجانية (العجان)                                             |
| الأمامي | جداري | الشريان الألوي السفلي              | —                                                              | العضلة الألوية الكبرى عبر الثقبة الوركية الكبرى (تحت العضلة الكمثرية) |
| الخلفي  | جداري | الشريان الحرقفي القطني             | فروع قطنية وحرقفية                                             | العضلات القطنية الكبرى، مربع القطن، الحرقفية                          |
| الخلفي  | جداري | الشريان العجزي الوحشي              | فروع علوية وسفلية                                              | الثقوب العجزية الأمامية                                               |
| الخلفي  | جداري | الشريان الألوي العلوي              | —                                                              | العضلة الألوية الكبرى                                                 |

## صور

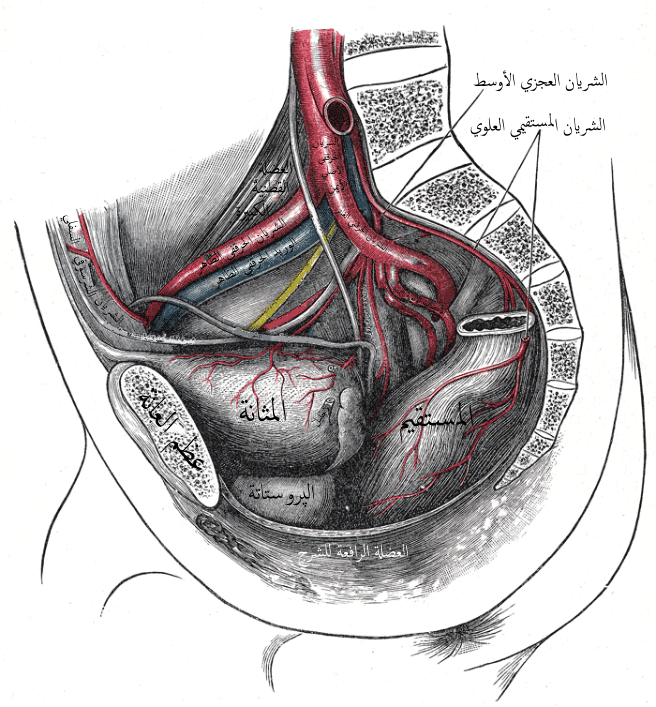
Bifurcation of the aorta and the right iliac arteries - side view.
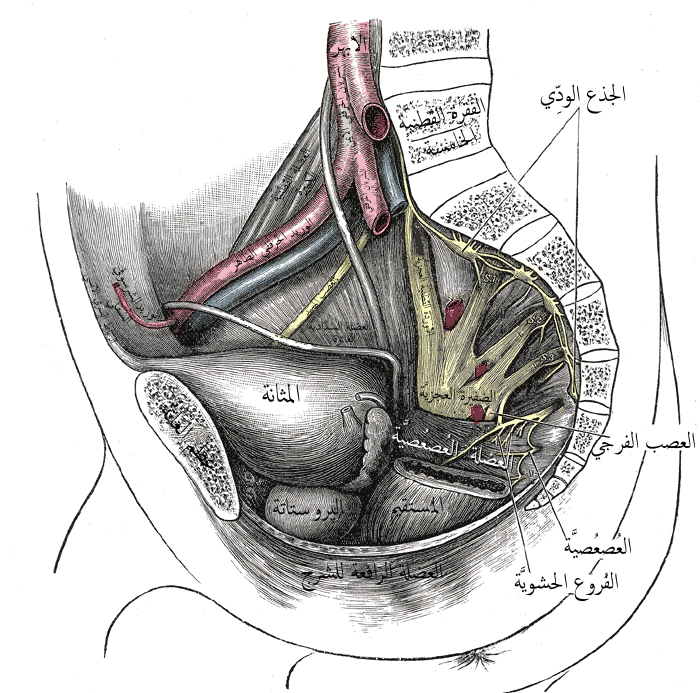
Dissection of side wall of pelvis showing sacral and pudendal plexuses.
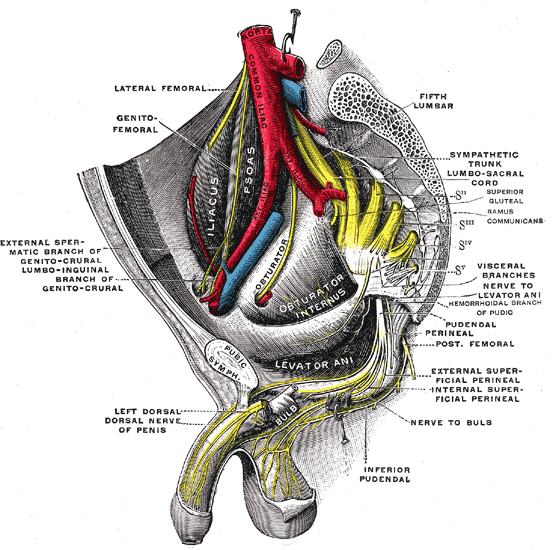
Sacral plexus of the right side.
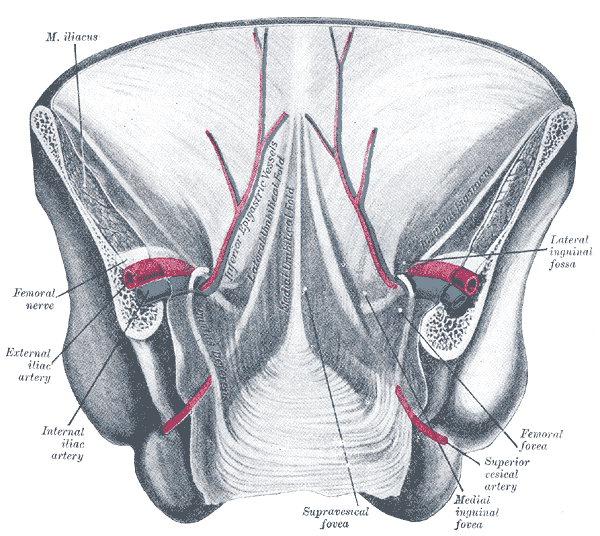
Posterior view of the anterior abdominal wall in its lower half. The peritoneum is in place, and the various cords are shining through.
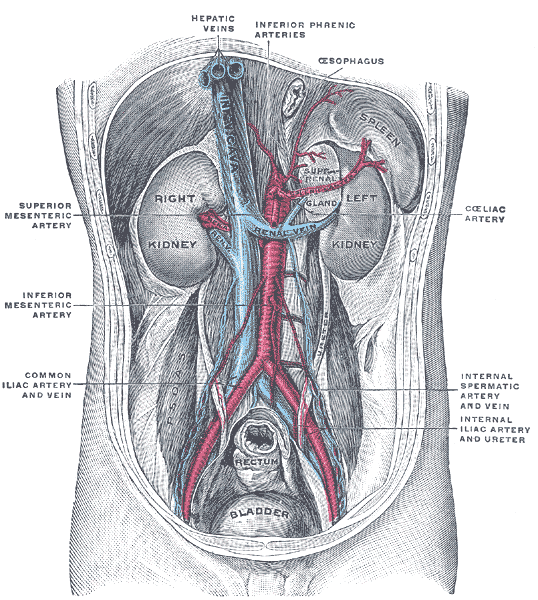
Posterior abdominal wall, after removal of the peritoneum, showing kidneys, suprarenal capsules, and great vessels.
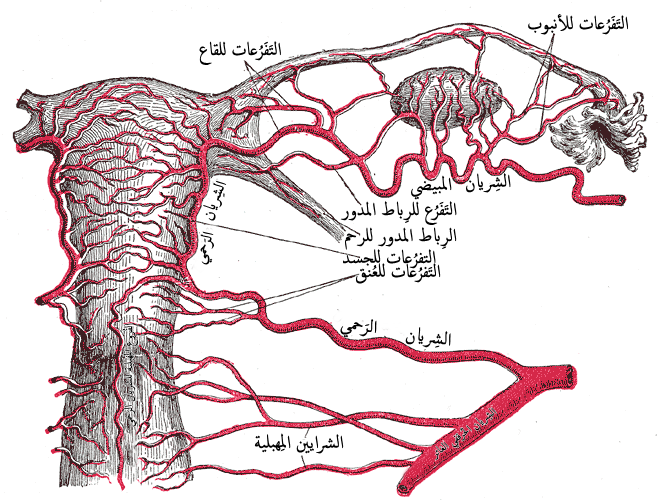
The arteries of the internal organs of generation of the female, seen from behind.